# Glarner Alpen im weiteren Sinne (SOIUSA)

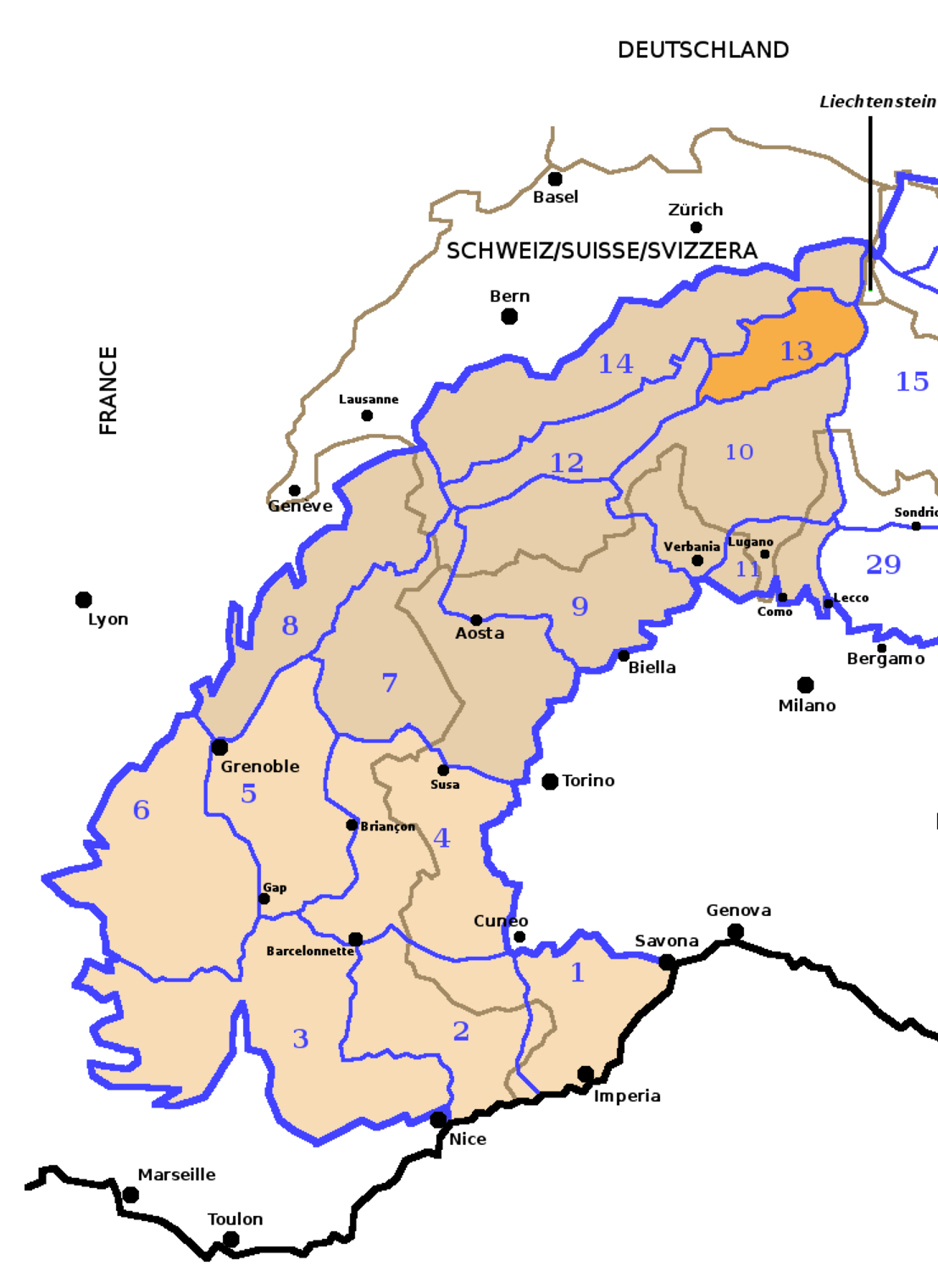
Die Glarner Alpen im weiteren Sinne (Sektion 13) innerhalb der Westalpen.

Die Glarner Alpen im weiteren Sinne sind eine Gebirgsgruppe in den Westalpen. In der SOIUSA-Gebirgsklassifikation werden sie als Sektion 13 geführt. Sie bestehen aus den Glarner Alpen im engeren Sinne und den Urner-Glarner Alpen.
Die Gebirgsgruppe erstreckt sich über die Schweizer Kantone Glarus, Uri, Graubünden und St. Gallen. Der höchste Berg ist der Tödi mit 3620 m ü. M.

## Begrenzungen
Sie grenzen
- im Norden an die Schweizer Voralpen getrennt durch Schächental, Ruosalper Grätli, Bisistal, Klöntal, Linthal, Walensee und das Seeztal
- im Westen an die Urner Alpen innerhalb der Berner Alpen im weiteren Sinne begrenzt durch das Reusstal
- im Osten an Rätikon und Plessur-Alpen, die beide nach SOIUSA Teil der Westlichen Rätischen Alpen sind, getrennt durch den Rhein
- im Süden an die Lepontinischen Alpen begrenzt durch Oberalppass und das Vorderrheintal.